# Grande évacuation

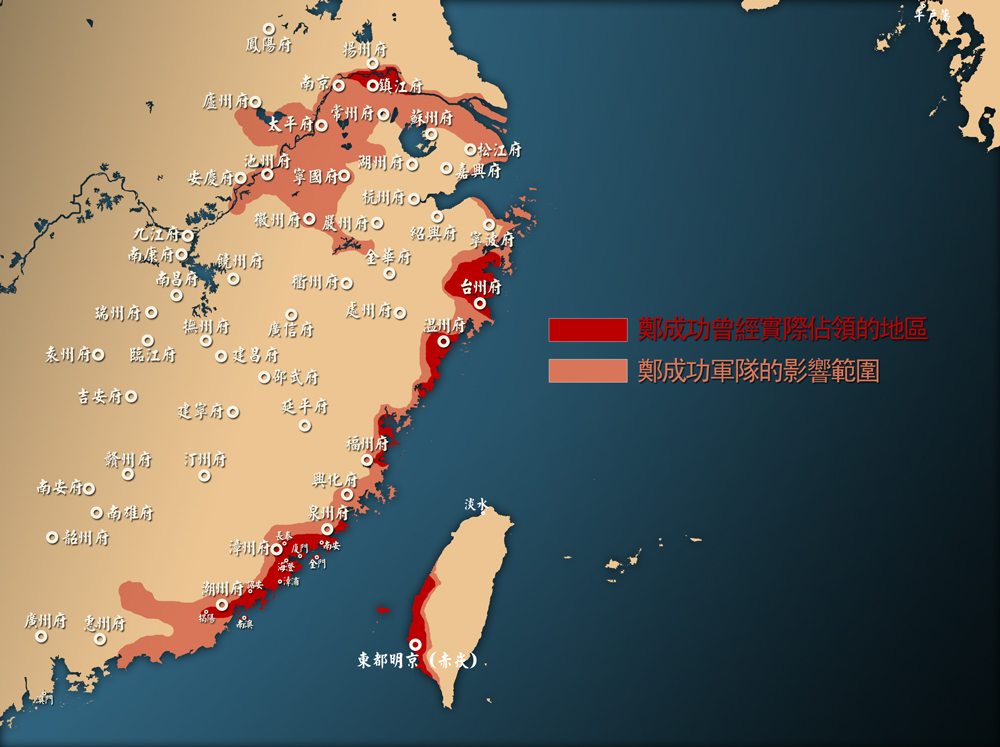
Territoires contrôlés par Koxinga vers 1661.

La Grande Évacuation (en chinois simplifié : 迁界令 ; chinois traditionnel : 遷界令), également traduite par le Grand Déplacement des Frontières, est un déplacement complet de la population provoqué par des édits publiés en 1661, 1664 et 1679, exigeant l'évacuation des zones côtières du Guangdong, du Fujian, du Zhejiang, du Jiangnan et du Shandong, afin de lutter contre le mouvement loyaliste (en) anti-Qing basé à Taïwan, et mené par l'ancienne dynastie Ming.
L'édit est publié pour la première fois par l'empereur Shunzhi de la dynastie Qing en 1661, la dernière année de son règne. À la mort de l'empereur Shunzhi, la même année, son fils, l'empereur Kangxi, renouvèle cet édit sous la régence d'Oboi. L'interdiction d'un établissement humain dans ces zones côtières est finalement levée en 1669, et des résidents sont autorisés à y revenir. Pourtant, en 1679, l'édit est de nouveau promulgué.
En 1683, après la victoire des Qing sur le royaume de Tungning à la bataille des Pescadores et la prise de contrôle de Taïwan, les habitants des zones libérées sont autorisés à y revenir.